# Campbell Scott

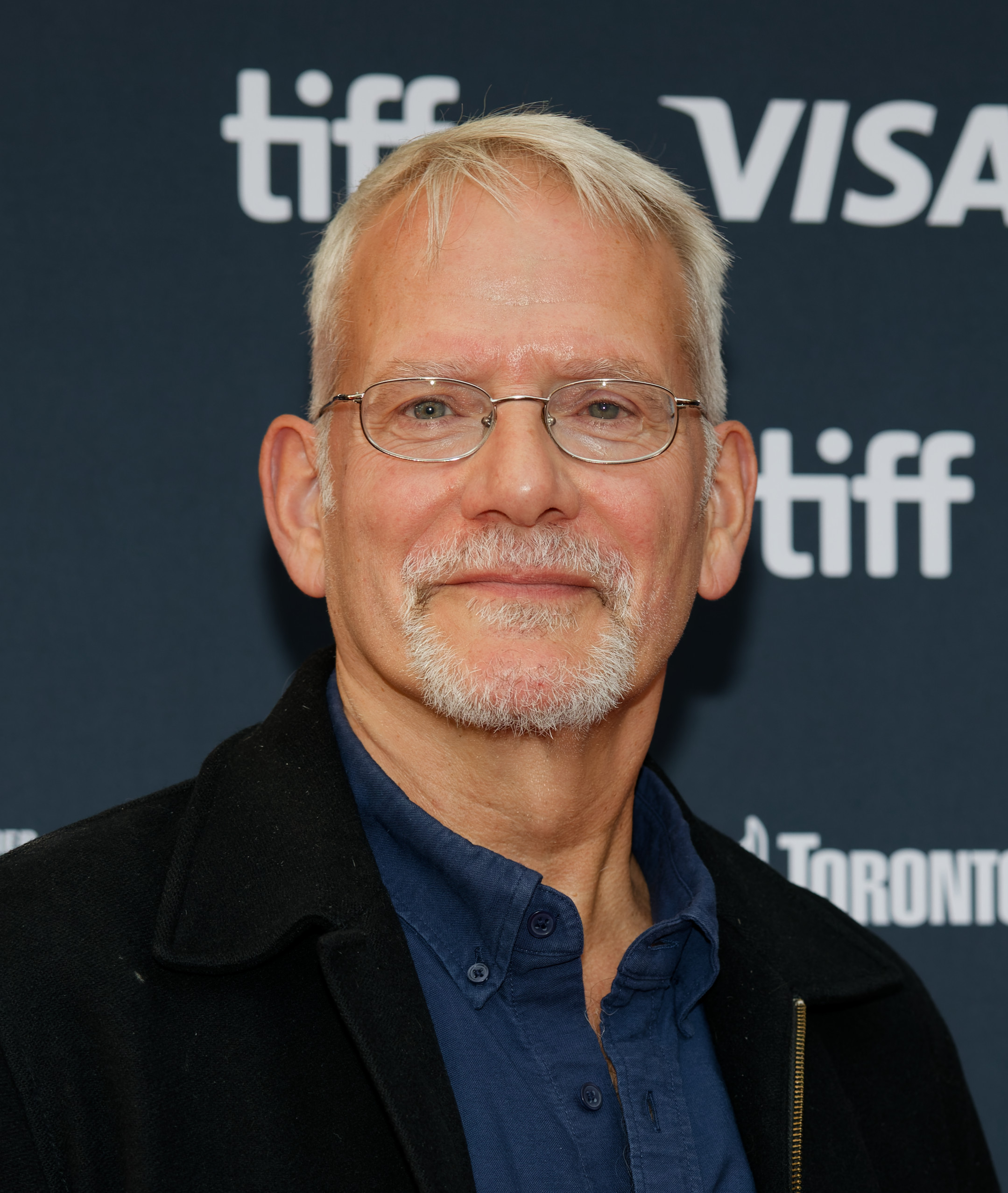
Campbell Scott beim Toronto International Film Festival (2024)

Campbell Scott (* 19. Juli 1961 in New York City) ist ein US-amerikanischer Schauspieler und Regisseur.

## Leben und Leistungen
Campbell Scott ist der Sohn des bereits verstorbenen Schauspielerehepaares George C. Scott und Colleen Dewhurst. Er studierte an der Lawrence University im Bundesstaat Wisconsin. Scott ist vor allem aus dem Film Entscheidung aus Liebe (Dying Young) aus dem Jahr 1991 bekannt, in dem er neben Julia Roberts spielte. Für die Rolle des krebskranken Victor Gaddes wurde er für den Filmpreis MTV Movie Award nominiert.
Im Film Pinguine in der Bronx (Five Corners) aus dem Jahr 1987 spielte Scott neben Jodie Foster und Tim Robbins, im Film Singles – Gemeinsam einsam (Singles) aus dem Jahr 1992 neben Bridget Fonda, im Film Die unsichtbare Falle (The Spanish Prisoner) aus dem Jahr 1997 neben Steve Martin.
Gemeinsam mit Stanley Tucci führte Scott Regie beim Film Big Night aus dem Jahr 1996. Für diese Arbeit wurden die beiden zum Grand Jury Prize des Sundance Film Festivals nominiert. Sie gewannen den New York Film Critics Circle Award und den Boston Society of Film Critics Award. Bei den 26. Genie Awards wurde Campbell Scott 2006 für die beste Leistung in einer Nebenrolle im Film Saint Ralph nominiert. 2010 spielte er die Rolle des Joe Tobin in der Serie Damages – Im Netz der Macht.

## Filmografie (Auswahl)

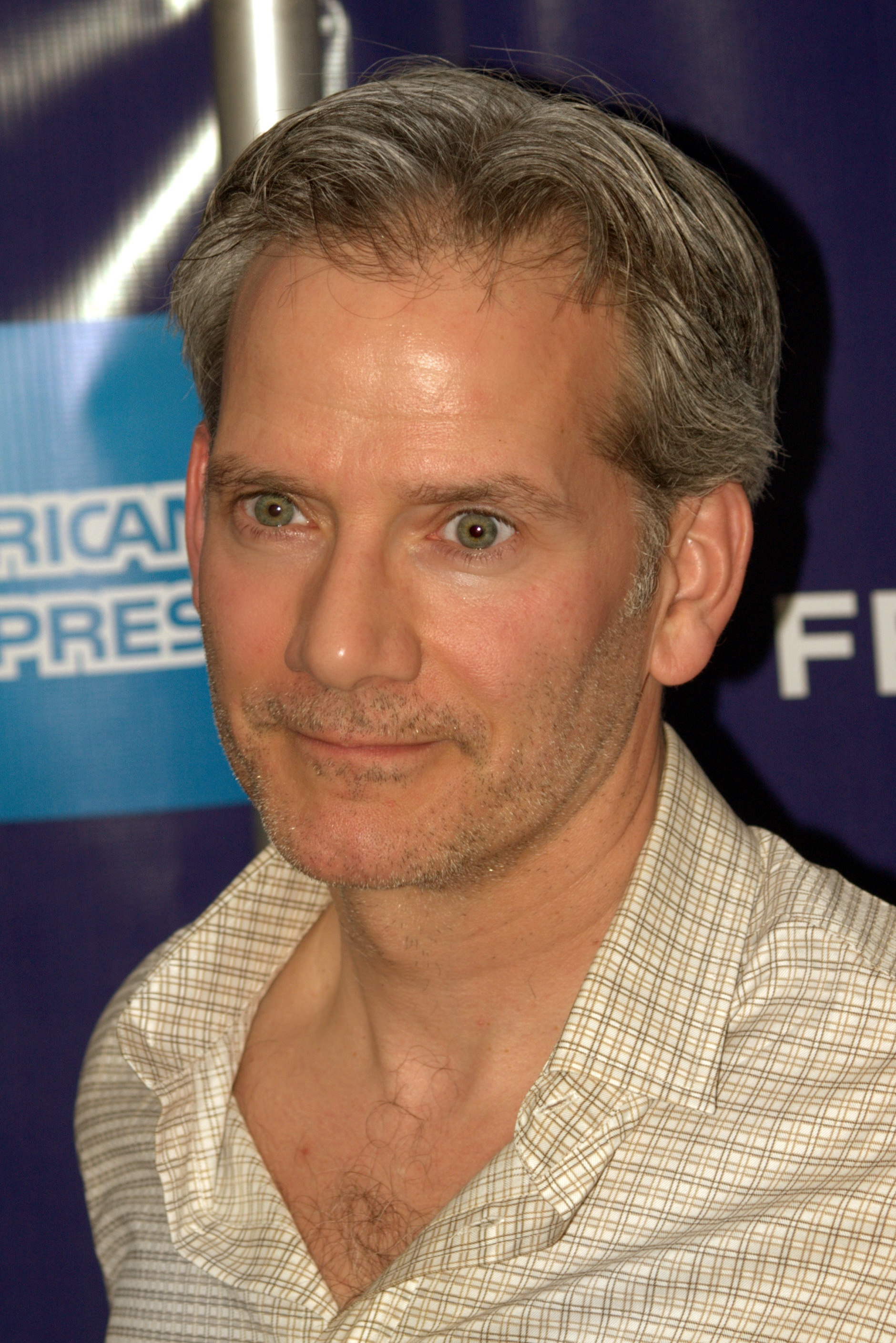
Campbell Scott beim Tribeca Film Festival 2009

- 1987: Pinguine in der Bronx (Five Corners)
- 1989: Freundschaft fürs Leben (Longtime Companion)
- 1990: Himmel über der Wüste (The Sheltering Sky)
- 1991: Entscheidung aus Liebe (Dying Young)
- 1991: Schatten der Vergangenheit (Dead Again)
- 1992: Singles – Gemeinsam einsam (Singles)
- 1993: … und der Himmel steht still (The Innocent)
- 1994: Mrs. Parker und ihr lasterhafter Kreis (Mrs. Parker and the Vicious Circle)
- 1995: Let It Be Me
- 1996: Seitensprung in Manhattan (The Daytrippers)
- 1996: Big Night
- 1997: Die unsichtbare Falle (The Spanish Prisoner)
- 1998: Der Liebesbrief (The Loveletter)
- 2001: Milo – Die Erde muss warten (Delivering Milo)
- 2002: Sex für Anfänger (Roger Dodger)
- 2004: Marie and Bruce
- 2004: Saint Ralph
- 2005: Duma – Mein Freund aus der Wildnis (Duma)
- 2005: Der Exorzismus von Emily Rose (The Exorcism of Emily Rose)
- 2005: Loverboy
- 2006: Final Days – Die letzten Tage der Menschheit (Final Days of Planet Earth, Fernsehfilm)
- 2007: Mitten ins Herz – Ein Song für Dich (Music and Lyrics)
- 2008: Phoebe im Wunderland (Phoebe in Wonderland)
- 2009–2016: Royal Pains (Fernsehserie)
- 2010: Damages – Im Netz der Macht (Damages, Fernsehserie, 13 Folgen)
- 2012: Der große Aufbruch – Die Pioniere Amerikas (The Men Who Built America)
- 2012: The Amazing Spider-Man
- 2012: Für immer dein (Still Mine)
- 2014: The Blacklist (Fernsehserie, Folge 1x13)
- 2014: The Amazing Spider-Man 2: Rise of Electro (The Amazing Spider-Man 2)
- 2016: Manhattan Nocturne – Tödliches Spiel (Manhattan Night)
- 2017: House of Cards (Fernsehserie, 11 Folgen)
- 2022: Jurassic World: Ein neues Zeitalter (Jurassic World Dominion)
- 2025: Nonnas